# Левицький Дмитро Павлович
Дмитро́ Па́влович Леви́цький (30 жовтня 1877, Добрячин — 31 жовтня 1942, Бухара, Узбецька РСР) — український громадсько-політичний діяч, правник, адвокат. Доктор права.

## Життєпис
Народився 30 жовтня 1877 року в селі Добрячині, Австро-Угорщина (нині Шептицький район Львівської області, Україна).
Закінчив юридичний факультет Віденського університету.
До Першої світової війни жив і працював у Раві-Руській та Бережанах (Галичина).
Воював на фронтах світової війни як офіцер австрійської армії. В 1915 потрапив у російський полон і був депортований у Ташкент.
1917 — Голова Галицько-Буковинського комітету допомоги жертвам війни
1 грудня 1918 разом з Лонгином Цегельським підписав у Фастові попередній договір про об'єднання УНР і ЗУНР в єдину державу. У 1919—1920 — посол УНР у Копенгагені.
У 1921—1922 очолював патріотичну організацію «Молода Галичина» у Відні, до складу якої входили Євген Коновалець, Андрій Мельник, Іван Чмола, Іван Кедрин та інші.
У 1923—1925 — редактор газети «Діло» (Іван Кедрин називає його номінальним редактором).
У 1925—1935 — голова УНДО, у 1935—1939 — заступник голови УНДО.
У 1928—1935 посол до польського сейму, голова Української Парляментарної Репрезентації.
У 1936—1939 — голова Українського координаційного комітету у Львові.
Почесний член Карпатського лещатарського клубу. Головний жертводавець будівництва домівки клубу у Славському (1932).
28 вересня 1939 заарештований більшовиками. Помер на засланні в Бухарі (Узбекистан).

### Родина
Дружиною Дмитра Левицького з 1911 була Ася Шехович (нар. 1886), знайома Івана Франка. Дочка письменника Ганна Франко-Ключко присвятила Асі спогад "Історія однієї приязні" ("Наше життя", Філадельфія, 1960, ч. 1. - С. 8). Ася Шехович спершу жила в Перемишлі, де її батько був судовим секретарем. 1904 року познайомилася там з Іваном Франком. У 1906 переїхала до Львова. У 1930-х один час була президентом Фонду допомоги українським мистцям. Після 1939 року довгий час з родичами жила на Цейлоні (тепер — Шрі - Ланка). 1959 року Ася Левицька переїхала до Детройту (США). Жила в Нью-Йорку.
Подружжя Левицьких у міжвоєнному Львові згадує у спогадах і редактор Іван Кедрин: "Дмитро Левицький і його мила дружина, відома, як "Пані Ася”, з дому Шехович (все ще живе в Нью - Йорку, колись велика "пані", залишилась такою й тепер, хоч матеріяльно дуже бідна: скромна, погідна, така сама, як була багатою, власне, у цьому виявляється "панскість" духа!), - вели одвертий товариський дім, в якому стрічались провідні діячі..." 